# Arthur Annesley (1er comte de Mountnorris)
Pour les articles homonymes, voir Annesley.
Arthur Annesley (7 août 1744 – 4 juillet 1816) est un pair Irlandais,.

## Biographie
Il est le fils de Richard Annesley (6e comte d'Anglesey) (en), et la comtesse Juliana Donovan, qui appartient au Septs des O'Donovans du clan Loughlin et est l'arrière-arrière-arrière-petite-fille de Donel Oge na Cartan O'Donovan, le 1er seigneur du clan Loughlin à tenir ses territoires de la Couronne, à partir de 1616.
Il devient 6e baron Altham, d'Altham, dans le comté de Cork, et 8e vicomte Valentia sur la mort de son père le 14 février 1761.
Le 22 avril 1771, la Chambre des Lords décide que la demande de son père de titres anglais n'est pas valable, et que, par conséquent, ces titres ont disparu à la mort de son père en 1761. Il est créé 1er comte de Mountnorris [Irlande] le 3 décembre 1793,.

## Famille
Il s'est marié à Lucy Lyttelton, fille de George Lyttelton, 1er baron de Lyttelton de Frankley, et Lucy Fortescue, le 10 mai 1767. Ils ont, entre autres enfants:
- George Annesley (2e comte de Mountnorris) (2 novembre 1769 – 23 juillet 1844)

Ensuite, il épouse Sarah Cavendish, fille de Henry Cavendish (2e baronnet), et Sarah Bradshaw, 1re baronne Waterpark, le 20 décembre 1783. Ils ont, entre autres enfants:
- Catherine Annesley [6] (? – 25 juin 1865) – mariée à John Thomas Somerset, un des plus jeunes fils de Henry Somerset (5e duc de Beaufort).